# Tauriphila
Tauriphila ist eine aus fünf Arten bestehende Libellengattung der Unterfamilie Pantalinae und wurde 1889 durch William Forsell Kirby erstbeschrieben. Das Verbreitungsgebiet erstreckt sich hauptsächlich über das nördliche und mittlere Süd- sowie Zentralamerika bis nördlich an die Grenze der USA.

## Merkmale
Tauriphila-Arten erreichen Längen zwischen 40 und 50 Millimetern und sind vornehmlich rot bis dunkelbraun gefärbt. Die Flügel sind durchsichtig und weisen einen kleinen braunen Fleck an der Basis des Hinterflügels auf. Im Vorderflügel geht die letzte Antenodalader nur bis zur Hälfte.

## Habitat
Die Vertreter der Tauriphila fliegen oft in Gemeinschaft mit Vertretern der Gattungen Miathyria, Pantala und Tramea. Dabei fliegen sie ausdauernd über Felder.

## Systematik
Die Gattung wurde 1889 erstmals durch William Forsell Kirby anhand einer bis dahin als Tramea iphigenia bezeichneten Libelle eingerichtet. Allerdings wurde bereits 1910 durch Muttkowski eine Redefinition anhand der Tauriphila australis vorgenommen. Die Unterscheidung der Arten ist bis auf die Tauriphila argo und Tauriphila xiphea nicht umstritten. Bei jenen beiden Arten besteht aber wie Ris bereits 1913 ausführte Unklarheit über ihre Beziehung zueinander. Folgende Arten gehören zur Gattung Tauriphila 
- Tauriphila argo
- Tauriphila australis
- Tauriphila azteca
- Tauriphila risi
- Tauriphila xiphea